# Scopula ludibunda
Scopula ludibunda är en fjärilsart som beskrevs av Louis Beethoven Prout 1915. Scopula ludibunda ingår i släktet Scopula och familjen mätare. Inga underarter finns listade.